# جاكسون هيل
جاكسون هيل (بالإنجليزية: Jackson Hill) هو ملحن أمريكي، ولد في 1941.

## وصلات خارجية
- جاكسون هيل على موقع ميوزك برينز (الإنجليزية)
- جاكسون هيل على موقع ديسكوغز (الإنجليزية)